# American Depositary Receipt
American Depositary Receipts (ADRs) na tradução, Recibos de Depósitos, são certificados de ações, emitidos por bancos estadunidenses, com lastro em títulos de valores mobiliários de empresas estrangeiras, negociados em dólares americanos nas Bolsas de Valores dos Estados Unidos.
Empresas brasileiras que mantém ADRs (American Depositary Receipts) negociados na NYSE: Petrobras, Ambev, Bunge Brasil, GOL Linhas Aéreas, Sabesp, CPFL (Companhia Paulista de Força e Luz), LATAM Airlines Brasil, Brasil Telecom, Ultrapar (Ultragaz), Companhia Brasileira de Distribuição (Grupo Pão de Açúcar), Banco Bradesco, Banco Itaú, TIM, Vale S.A., Vivo, Companhia Energética de Minas Gerais (CEMIG), Natura Cosméticos S.A., Claro e a Gerdau S.A. (Gerdau), Grupo Comercial Cencosud, CSN, Eletrobrás, Brasilagro.

## Brazilian Depositary Receipts (BDRs)
Da mesma forma, no Brasil, são emitidos os Brazilian Depositary Receipts (BDRs), certificados de depósito de valores mobiliários emitidos no Brasil que representam valores mobiliários de emissão de companhias abertas com sede no exterior.
Sua emissão deve ser realizada por instituições brasileiras, as chamadas instituições depositárias ou emissoras, que são empresas autorizadas a funcionar pelo Banco Central do Brasil e habilitadas pela Comissão de Valores Mobiliários (CVM) a emitir BDRs. A emissão é lastreada em valores mobiliários custodiados em seu País de origem por instituições custodiantes. Estas são responsáveis por manter os valores mobiliários a que os BDRs se referem em custódia.

## Processo contra a Petrobras
Em dezembro de 2014, o escritório de advocacia Wolf Popper LLP entrou com uma ação coletiva contra a Petrobras em nome de todos os acionistas que compraram recibos de depósitos da petrolífera (ADRs – American Depositary Receipts), negociados na NYSE entre 20 de maio de 2010 e 21 de novembro de 2014. Na ação alegam que a companhia violou artigos da Securities Exchange Act, que regula as empresas de capital aberto e o mercado de capitais nos Estados Unidos.
Na ação os advogados alegam que a Petrobras emitiu declarações falsas e enganosas aos acionistas, ao não revelar o esquema multibilionário de corrupção, suborno e lavagem de dinheiro que está sendo investigado pela Polícia Federal, a cultura de corrupção dentro da companhia e de ter exagerado o valor de suas propriedades, fábricas e equipamentos em seu balanço por conta do superfaturamento de contratos para pagamentos de subornos. Em novembro de 2014, a PricewaterhouseCoopers (PwC) recusou-se a aprovar o balanço do terceiro trimestre da Petrobras e exigiu mais investigações internas sobre o suposto esquema de desvio de dinheiro na estatal. O escritório da PricewaterhouseCoopers (PwC) no Brasil está sujeito as mesmas regras de compliance (controles) dos Estados Unidos, mais especificamente, à Foreign Corrupt Practices Act (FCPA), que estabelece as práticas das corporações estadunidenses com relação à corrupção nos países estrangeiros em que atuam.
Em março de 2014, a agência de classificação de crédito Standard & Poor's (S&P), que avalia a possibilidade de empresas saldarem suas dívidas, reduziu a nota da Petrobras de "BBB" para "BBB-". Entre as principais agências globais de classificação de crédito estão a Moody's, a Standard & Poor's (S&P) e a Fitch Ratings. Seus ratings são esperados, e muitas vezes temidos, pelo mundo inteiro. Cada uma tem o seu método de notas e classificação. A nota "BBB-" significa que o avaliado tem risco de rebaixamento em relação à nota anterior. No caso da nota "BBB+" indica forte probabilidade de elevação no próximo rating. Caso não haja nenhum sinal, aquela classificação não possui chances mudança nos dois anos seguintes. Em agosto de 2014 a Moody's rebaixou a nota da Petrobras Argentina de estável para negativo.